# 巴基斯坦的庫爾德人
巴基斯坦的庫爾德人，是指生活在巴基斯坦的庫爾德人，他們多是在20世紀90年代時因海灣戰爭從伊拉克來到。

## 人口
巴基斯坦現在有約4000個伊拉克庫爾德人，他們因20世紀90年代海灣戰爭而來到巴基斯坦，多居留在伊斯蘭堡。截至2013年，多達240個伊拉克庫爾德人仍然居住在該國。們中的大多數是第二代的移民和尋求庇護者，並在巴基斯坦的聯合國難民署（UNHCR）登記。多年來，這些短暫的移民已經能夠獲得移民和歐洲其他國家和北美定居的資格。
由於巴基斯坦不是1951年難民地位公約的簽署國，大多數庫爾德移民無法獲得巴基斯坦國籍。由於其法律地位，許多往往面臨著涉及經濟拮据，找工作，醫療保健，移民安置等服務的社會挑戰。庫爾德社區的成員向難民署和其他機構呼籲他們關注他們的問題。

## 著名人物
- 努斯拉特·布托:前巴基斯坦總統阿里·布托的妻子